# أندي راسيل (رئيس تنفيذي)
أندي راسيل (بالإنجليزية: Andy Russell)‏ هو رئيس تنفيذي أمريكي، ولد في 1 سبتمبر 1971 في نيويورك في الولايات المتحدة.